# Romeo Gigli
Romeo Gigli (Castel Bolognese, 12 dicembre 1949) è uno stilista italiano.

## Biografia
Dopo aver studiato architettura all'università, Romeo Gigli dimostra un forte interesse per la moda e l'abbigliamento che lo spingono in ognuno dei suoi numerosissimi viaggi a portare con sé abiti locali, gioielli ed accessori. Nel 1979 Gigli lavora presso un atelier a New York, per imparare i segreti della sartoria.
Di ritorno in Italia Gigli realizza una prima collezione per Zamasport nel 1983, a cui segue la collaborazione con Callaghan. La celebrità arriva nel 1986, quando le sue collezioni a Parigi sono accolte da un grande successo. Alla linea Gigli uomo e Gigli donna vengono affiancate G Gigli per il pubblico più giovane, insieme a linee di accessori, pelletteria, occhiali da sole, e profumi. 
Nel 2003 alcune creazioni dello stilista sono state esposte al Momu di Anversa, al Fashion Textile Museum di Londra, al Fashion Institute of Technology ed al Metropolitan Museum di New York.